# Gephyromantis thelenae
Gephyromantis thelenae är en groddjursart som först beskrevs av Frank Glaw och Miguel Vences 1994.  Gephyromantis thelenae ingår i släktet Gephyromantis och familjen Mantellidae. IUCN kategoriserar arten globalt som otillräckligt studerad. Inga underarter finns listade i Catalogue of Life.